# William Wheelwright
William Wheelwright (1798-1873) était homme d'affaires américain du XIXe siècle, qui a fait fortune dans les transports en Amérique latine. Il est aussi connu pour avoir facilité l'approvisionnement des villes chiliennes en eau potable.

## Biographie
Né à Newburyport, dans le Massachusetts, fils d'un capitaine de navire, il embrasse la même carrière très jeune, devenant à son tour capitaine en 1817. En 1823, aux commandes du navire Rising Empire, armé par William Bartlett, il est victime d'un naufrage dans l'embouchure du Río de la Plata et s'installe à Buenos Aires, où on l'embauche pour naviguer jusqu'à Valparaíso par la route du cap Horn. William Wheelwright va alors profiter de cette opportunité pour faire fortune. En 1838, il crée la Pacific Steam Navigation Company pour desservir Valparaíso et El Callao, avec l'aide du gouvernement chilien et un capital de 250 000 livre sterling, réuni à Londres auprès d'investisseurs anglais, car il n'a pas trouvé assez de fonds en Amérique latine.
Il a construit la ligne de chemin de fer de Caldera à Copiapó, qui s'enfonce de 40 miles à l'intérieur du Chili. En 1841, il propose de relier Valparaíso à Buenos Aires par le rail, à travers les collines et montagnes qui séparent le Chili de l'Argentine. L'étude est terminée en 1859 mais le gouvernement chilien n'y donne pas suite. Entretemps, William Wheelwright a dirigé la construction de la ligne de télégraphe entre la capitale chilienne et Valparaíso en 1851-1852.
Le 18 février 1849, le Nicaragua négocie avec sa société, la Pacific Steam Navigation Company, sur la base de l'offre qu'il a déposée pour le projet de canal du Nicaragua. Il a effectué des propositions sur la base de ce qui avait été prévu par une compagnie belge deux ans plus tôt. Cette offre n'a cependant pas abouti.
En 1877, un monument en mémoire de William Wheelwright a été érigé à Valparaíso, sur la plaza Echaurren.